# Sabby Lewis
William Sebastian „Sabby“ Lewis (* 1. November 1914 in Middleburgh, North Carolina, auch Zabby Lewis; † 9. Juli 1994 in Massachusetts) war ein US-amerikanischer Pianist, Bandleader und Diskjockey im Bereich des Swing und des Rhythm and Blues.

## Biographie
Lewis hatte mit fünf Jahren Klavierstunden und gründete 1936 in Boston die erste von mehreren Formationen, mit denen er bis in die 1960er Jahre in der Musikszene der Neuenglandstaaten aktiv war. Aus seinen Ensembles mit meist sieben bis neun Mitgliedern gingen zahlreiche später bekannte Jazzmusiker hervor, wie Cat Anderson, Jimmy Crawford, Alan Dawson, Roy Haynes, Osie Johnson, Al Morgan, Big Nick Nicholas, Sonny Stitt, Idrees Sulieman, Freddie Webster oder der junge Paul Gonsalves hervor, der bei Sabby sein erstes professionelles Engagement hatte.  Zu den Arrangeuren, die für Sabby Lewis arbeiteten, gehörten Jerry Heffron, Paul Broadnax, Osie Johnson, Gigi Gryce und Tadd Dameron. 
Lewis wirkte von 1944 bis 1956 an insgesamt acht Aufnahmesitzungen mit; Schallplatten entstanden für Label wie Crystaltone, Continental, London, Mercury, ABC-Paramount und Phoenix. Neben Swingmusik spielte er auch Rhythm and Blues („Ugly Woman Blues“ auf Mercury 1949), Doo Wop („Forgive Me My Love“) und Novelty-Songmaterial, das unter dem Bandnamen Sabby Lewis & the Vibra Tones erschien. Bis in die 1970er Jahre trat er als Solist oder im Trio am Broadway, in Tanzsälen und in Nachtclubs in Manhattan auf, u. a. mit Dinah Washington und Billy Eckstine. In den 1950er Jahren war er als erster afroamerikanischer Diskjockey in Boston tätig.

## Diskographische Hinweise
- Sabby Lewis Orchestra & Sextett: Boston Bounce (Phoenix Jazz, 1944–46) mit Paul Gonsalves, Maceo Bryant, Freddie Webster, Ray Perry, Al Morgan, Big Nick Nicholas, Jimmy Tyler[4]

## Lexigraphische Einträge
- Leonard Feather, Ira Gitler: The Biographical Encyclopedia of Jazz. Oxford University Press, New York 1999, ISBN 0-19-532000-X.